# 王伯顏
王伯颜（？—1352年），字伯敬，元朝滨州霑化（今山东沾化县）人。
由湖广省宣使历任永州祁阳县尹、湖州乌程县尹，信州推官。至正九年（1349年），升任为知福宁州。三年后，又升任福建盐运副使。当时民变四起，他还是留在福宁州主持军务。至正十二年，他募兵抵御徐寿辉部下王善率领的红巾军。王善攻破福宁，王伯颜被俘虏。王善劝说他投降，王伯颜大骂不止，于是被杀。其子王相也不愿意归降，也被杀死，王相的妻子潘氏和两个女儿一同被杀。朝廷追赠他为嘉议大夫、济南路总管、上轻车都尉，追封太原郡侯。